# 岡田斗司夫のひとり夜話
「岡田斗司夫のひとり夜話」（おかだとしおのひとりやわ）は、インターネットテレビ「GyaO」の中のバラエティーチャンネル内にあるGyaOジョッキーで放送されていたバラエティ番組。2007年6月25日に『岡田斗司夫の「世界征服宣言」』としてスタートしたが、9月に改題し同時に放送週も移動した。毎月第1月曜日の22時から23時放送。ブログで8月3日が最終回ということを発表した。

## 出演者
- 岡田斗司夫

## 概要
- 特にコーナーらしいものはなく毎回「お品書き」によってトークテーマが発表される。
- アニメ、漫画、政治などトーク内容は多岐に亘り岡田本人の考えを述べる場になっている。
- 感想などメールで送信された物には、すべて目を通しているらしい。

## 放送リスト
| 第○回  | 放送日         | 主な内容 | 備考                                                |
| 第1回  | 2007年6月25日  | 大日本人の感想 巨乳について ビリーズ・ブート・キャンプと岡田式の違い アニメ夜話のゲスト案募集 理想の“オタ彼女”とは | 『岡田斗司夫の「世界征服宣言」』 ゲスト：夜咲蘭     |
| 第2回  | 2007年7月25日  | 時をかける少女について エヴァのリメイクについて ボンボン休刊 芸人について | 『岡田斗司夫の「世界征服宣言」』 24:00〜25:00に放送 |
| 第3回  | 2007年8月20日  | 映画の見方（鑑賞・体験・見物） コミケについて ダイエット本『いつデブ』について お笑い芸人『ヤンキー文化』 ガンダムは『メンテ要員』 | 『岡田斗司夫の「世界征服宣言」』                    |
| 第4回  | 2007年9月3日   | 最近のヲタクニュース 面倒くさいガンダム話をするよ 友達はいらない 科学的とは何か？ こんな夢を見た… |                                                     |
| 第5回  | 2007年10月1日  | ダイエット 漫画・アニメ夜話 庭園鉄道 今月の“イイ女”特集 「エヴァ」見たよ |                                                     |
| 第6回  | 2007年11月5日  | 「HUNTER×HUNTER」スゴイね！ ギャル曽根 ちょいデブセクシーたぬき顔 ジオンの新型モビルスーツ 今夜はおセンチ |                                                     |
| 第7回  | 2007年12月3日  | 電脳コイル いしかわじゅんvs楳図かずお 本を減らす 小学校6年の問題 |                                                     |
| 第8回  | 2008年1月7日   | 岡田斗司夫の10大ニュース ・巨大ヤマト残念！ ・ガンダムDVDスルーする ・アクエリオン！？ ・ブレランDVD ・トランスフォーマーとスパイダーマン3がっかり ・ニコニコ動画は便利 ・マンガ夜話 復活 ・Wiiやってないよ ・ネットはバカになる？ ・コミケ休む |                                                     |
| 第9回  | 2008年2月4日   | おかまバー マック オタクの裏切り者 新潟にて 人間はマンガである 変な人 |                                                     |
| 第10回 | 2008年3月3日   | チャットの質問に答える |                                                     |
| 第11回 | 2008年4月7日   | 姫路のヨガ教室 無理なく続けられる年収10倍アップ法 ハンター×ハンター 「お笑い」入門を書きたい 夜咲蘭のバカ！ 内田樹に関する？ |                                                     |
| 第12回 | 2008年5月12日  | すっごい美人と付き合う ベッキー問題 「オタクはすでに死んでいる」論争 ワークライフ バランス なぜゴミを朝に出すのか？ 自己啓発本のウソ 世界平和は可能か？                                                                                         |                                                     |
| 第13回 | 2008年6月2日   | 海外版 「遺言」終った→次は「寝言」 ある「お笑いイベント」に出る ロケット小屋（自作模型） ザ・パンチが好き |                                                     |
| 第14回 | 2008年7月7日   | マンガ夜話 脳内アニソン 出ばやしで悩む 弟子希望者 出現 レーシックするよ 俺のひみつ |                                                     |
| 第15回 | 2008年8月4日   | ワンフェス・エスカレーター落下事故について |                                                     |
| 第16回 | 2008年9月1日   | レーシック ダークナイト ザンボット 川口浩 その他 映画 |                                                     |
| 第17回 | 2008年10月6日  | キング・オブ・コント 単行本 Qさま F・104N 俺たちの旅 |                                                     |
| 第18回 | 2008年11月10日 | ダイエット近況 工作教室 成功する近道 |                                                     |
| 第19回 | 2008年12月1日  | 男にはメーテルが必要 ホモとは巨乳と見つけたり ミスチルよりミツテル NHKフィギュア特番 |                                                     |
| 第20回 | 2009年1月5日   | 感動の本質（「笑いの本質は攻撃」他） 情報と教養 蒼天航路 世界平和は可能か？ キリスト教 |                                                     |
| 第21回 | 2009年2月2日   | 松吉伝（みなもと太郎） 自信とプライド |                                                     |
| 第22回 | 2009年3月2日   | 佐藤秀峰のHP テレビ ウオッチメン コリアンロール寿司 遺言 |                                                     |
| 第23回 | 2009年4月6日   | サンデー創刊物語 オタキング事務所の大家さん エレキジャック |                                                     |
| 第24回 | 2009年5月1日   | ソクラテスの人事 握りの達人 寿し屋與兵衛 大阪芸大（VTR） PLの塔について オタキング事務所訪問（VTR） オススメの本・DVD ハンチング帽と2001年宇宙の旅 好きな芸人・歌手など                                                                         | GWスペシャル 24:00〜27:00まで放送                   |
| 第25回 | 2009年6月1日   | アニソンのど自慢裏話 模型工作教室（VTR） ・海のオーケストラ号 ・ムーミンの家 ・バビルの塔 ・ヨミ様の秘密基地 猫の剥製 オタク紀行 |                                                     |
| 第26回 | 2009年7月6日   | 伝説 マイケル・ジャクソン 「ムーミンパパの思い出」について コカコーラCMの歴史 |                                                     |
| 最終回 | 2009年8月3日   | 完璧な朝食 ライトスタッフ 寓話 日食と就職 悲観主義と楽観主義（楽観的戦略のススメ） |                                                     |